# 1612 Hirose
1612 Hirose este un asteroid din centura principală, descoperit pe 23 ianuarie 1950, de Karl Reinmuth.